# Sarenga
Sarenga é uma vila no distrito de Haora, no estado indiano de Bengala Ocidental.

## Geografia
Sarenga está localizada a 22° 46′ N, 87° 02′ L. Tem uma altitude média de 88 metros (288 pés).

## Demografia
Segundo o censo de 2001, Sarenga tinha uma população de 21 621 habitantes. Os indivíduos do sexo masculino constituem 51% da população e os do sexo feminino 49%. Sarenga tem uma taxa de literacia de 59%, inferior à média nacional de 59,5%: a literacia no sexo masculino é de 64% e no sexo feminino é de 54%. Em Sarenga, 12% da população está abaixo dos 6 anos de idade.